# Félix de Avelar Brotero

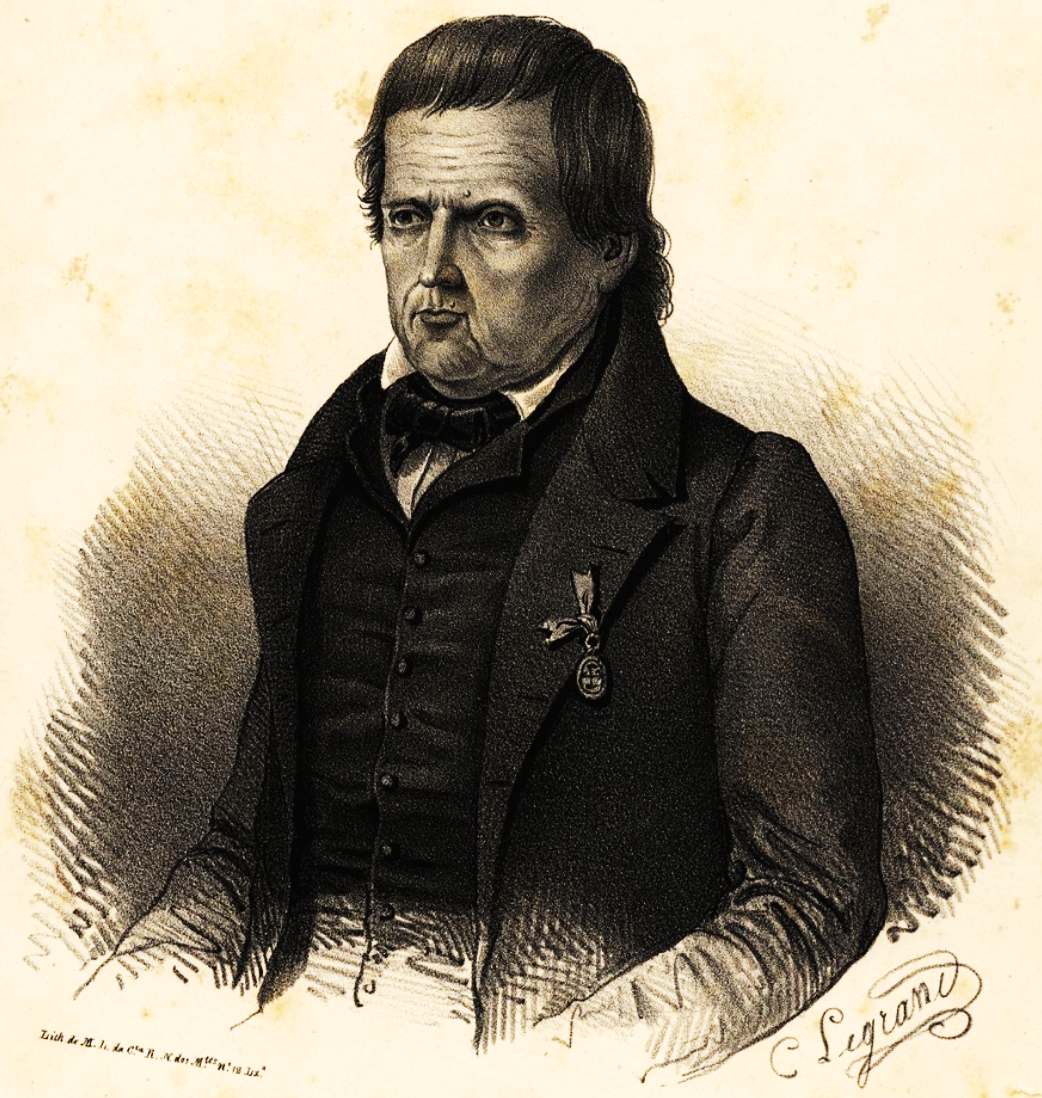
Félix da Silva Avelar Brotero

Félix da Silva Avelar, conhecido como Félix de Avelar Brotero (Santo Antão do Tojal, Loures, 25 de novembro de 1744 – Belém, Lisboa, 4 de agosto de 1828) foi um botânico português. Em sua homenagem foi fundada a Sociedade Broteriana, agremiação científica que através do seu Boletim teve grande importância no desenvolvimento da Botânica em Portugal.

## Vida e obra
Filho mais novo de José da Silva Pereira e Avelar, médico pela Universidade de Coimbra, e de D. Maria René da Encarnação Frazão. Aos 19 anos recorreu à arte do canto para angariar meios de subsistência, devido à morte do seu avô e, após ter ficado órfão de pai aos 2 anos e a sua mãe ter perdido a razão, conseguiu um lugar de capelão cantor na patriarcal de Lisboa. Entretanto tinha estudado latim, grego e música e adquirido conhecimentos de Direito Canónico suficientes para ir para Coimbra fazer exame três anos seguidos, não concluindo porém a formatura devido à reforma da Universidade de 1772, que proibia exames sem a respectiva frequência.
Foi, em 1778, redactor das Gazetas de Lisboa, ao reaparecerem depois da sua suspensão desde 1762. As suas ideias filosóficas, e a amizade que o ligava a Filinto Elísio (1734-1819), tornaram-no suspeito ao Santo Ofício, e viu-se obrigado a emigrar, juntamente com o seu amigo. A 5 de Julho de 1778 embarcaram ambos para Paris. Foi em Paris que, seguindo o uso dos estudiosos da época, adoptou o apelido de Brotero (amante dos mortais). Durante os 12 anos em que esteve em Paris, frequentou assiduamente as aulas e institutos de ciências naturais, ao mesmo tempo que procurava meios de subsistência por trabalhos originais e traduções que vendia aos livreiros. Assistiu ao Curso de História natural que Valmont de Bomare abriu em Paris em 1781, e às lições de Botânica de Jacques Brisson no Académie de Pharmacie. Concluídos os principais estudos de História Natural doutorou-se na Escola de Medicina de Reims. Deixou depois de exercer clínica e dedicou-se exclusivamente ao estudo da Botânica. Deixou Paris depois de haver presenciado os acontecimentos iniciais da revolução francesa e chegou a Lisboa em 1790, na companhia de Filinto Elísio.
Pela reputação que ganhara foi nomeado lente de Botânica e Agricultura na Universidade de Coimbra, por Decreto de 25 de Fevereiro de 1791. Já em 1788 havia publicado em Paris o Compêndio de Botânica. As suas prelecções alcançaram grande êxito. Iniciou a primeira escola prática de Botânica, reorganizando o jardim, que fora principiado sob a direcção do antigo lente, Domenico Vandelli (1730-1816). Dedicou-se à investigação botânica e daí resultaram obras importantes como a Flora Lusitanica (1804) e a Phytographia Lusitaniae selectior, cuja publicação, começada em 1816, terminou em 1827. Nos seus trabalhos de colheita de exemplares passou por diversas situações de perigo: três quedas na Serra da Estrela, um ataque de salteadores no Alentejo, uma tentativa de assassínio por pastores que suspeitavam que Brotero inspeccionava os baldios para conseguir que lhe fossem doados. Por Decreto de 27 de Abril de 1811 foi nomeado por D. João VI director do Real Museu e Jardim Botânico da Ajuda; e jubilado por decreto de 16 de Agosto de 1811. Em 1820 foi eleito deputado às Cortes Constituintes pela Estremadura. Depois de ter assistido aos trabalhos legislativos durante 4 meses, pediu dispensa que lhe foi concedida.
Entre outros livros escreveu Flora Lusitânica onde identificou cerca de 1800 espécies, muitas delas desconhecidas até então.
Embora o seu trabalho tenha sido reconhecido na Europa, em Portugal, apesar da qualidade também reconhecida das suas aulas e das suas obras, sofreu muito com invejas e obstáculos diversos. A investigação botânica sofreu muito com a sua morte, entrando em decadência. Os jardins botânicos de Coimbra e da Ajuda deixaram de ser devidamente cuidados, ficando num estado deplorável até meados do século XIX.
É possível verificar o prestígio que Brotero tinha na Europa pela correspondência que manteve com prestigiados especialistas da época e pelo facto de botânicos como Sprenger, Cavanilles, Boissier, Willkomm e De Candolle terem atribuído o nome de Brotero a plantas que identificaram. Foi membro de diversas sociedades: Horticultural Society de Londres; Linnean Society de Londres; Acadmia Real das Ciências de Lisboa; Société Philomatique; Société d'Histoira Naturalle de Paris; Physioographica Society de Lunden, Suécia; Sociedade de História Natural de Rostock; Academia Cesarea de Bona, e outras.
Acabou por falecer aos 83 anos de idade em casa, na Calçada do Galvão, em Belém (registo de óbito na paróquia da Ajuda, Lisboa), com testamento. Foi sepultado no Convento de São José de Ribamar dos Religiosos Arrábidos, perto de Algés. Nunca casou, nem teve filhos.

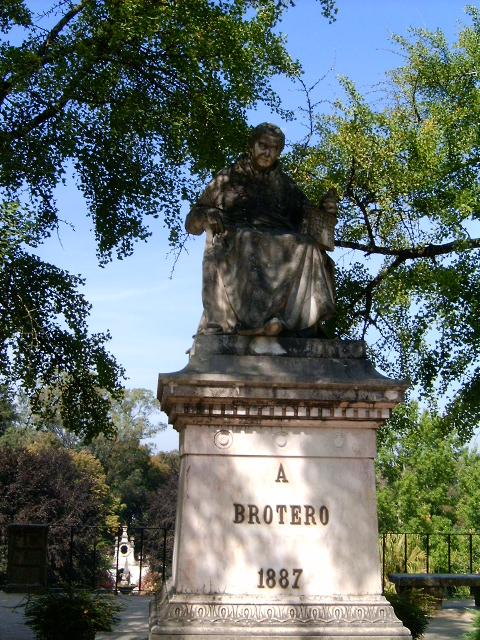

## Principais publicações
- Principios de agricultura philosophica. Coimbra: Imp. da Universidade, 1793.
- Flora Lusitanica: seu plantarum, quae in Lusitania vel sponte crescunt: vel frequentuns colunter, ex florum praesertim sexuleus systematic distributarum: synopsis. Olissipone: Ex Typogr. Regia, 1804. 2 vols.
- Phytographia Lusitaniae selectior..., seu Novarum, rariorum, et aliarum minus cognitarum stirpium, quae in Lusitania sponte' veniunt, ejusdemque floram spectant, descriptiones iconibus illustratae. Olisipone: Typographia Regia, 1816-27. 2 tomos.
- Histórial Natural dos Pinheiros, Larices e Abetos, Lx, 1827 (segundo CML Baeta Neves)
- Compêndio de botânica: addicionado e posto em harmonia com os contrecimentos actuaes desta sciencia, segundo os botanicos mais celebres, como Mirbel, De Candolle, Richard, Lecoq, e outros, por Antonio Albino da Fonseca Benevides. Lisboa: Typ. Academia Real das Sciencias 1837-1839. 2 vols.